# Антонов Владислав Юрійович
Антонов Владислав Юрійович (рос. Антонов Владислав Юрьевич; 5 грудня 1966, Ленінград) — радянський та російський професійний боксер, призер чемпіонатів світу.

## Аматорська кар'єра
- 1985 року Владислав Антонов став переможцем Кубку СРСР в найлегшій вазі.
- 1987 року став чемпіоном СРСР.
- 1988 року вдруге виграв Кубок СРСР, після чого піднявся в легшу вагу.
- 1990 року на Іграх доброї волі 1990 в Сіетлі завоював бронзову медаль.
- 1991 року вдруге став чемпіоном СРСР.

На чемпіонаті світу 1991 переміг Оскара Вегу (Іспанія) і Роберта Цібу (Польща), а в півфіналі програв Серафіму Тодорову (Болгарія) — 13-40 і отримав бронзову медаль.
На Олімпійських іграх 1992 в складі Об'єднаної команди Антонов програв в першому бою Чатрі Суваніоду (Таїланд) — 4-6.
На чемпіонаті світу 1993 переміг трьох суперників, а в півфіналі програв Хоелю Касамайору (Куба) — 6-12.
1994 року став переможцем Ігор доброї волі 1994.

## Професіональна кар'єра
18 липня 1994 року дебютував на професійному рингу. Протягом 1994—1999 років не знав поразок, виступаючи на рингах Японії, Росії, Білорусі та України. 31 січня 2000 року програв боксеру з Венесуели Йоберу Ортегі.
30 листопада 2000 року виграв вакантний титул чемпіона Європи за версією EBU в другій легшій вазі. В наступному бою втратив титул і завершив виступи.